# Gewichtheffen op de Olympische Zomerspelen 2012 – Klasse tot 62 kilogram mannen
Het gewichtheffen in de klasse tot 62 kilogram voor mannen op de Olympische Zomerspelen 2012 vond plaats op 30 juli 2012.

## Uitslag
| Rang   | Naam               | Land         | Groep | Gewicht | Trekken (kg) | Trekken (kg) | Trekken (kg) | Trekken (kg) | Stoten (kg) | Stoten (kg) | Stoten (kg) | Stoten (kg) | Totaal |
| Rang   | Naam               | Land         | Groep | Gewicht | 1            | 2            | 3            | Score        | 1           | 2           | 3           | Score       | Totaal |
| ------ | ------------------ | ------------ | ----- | ------- | ------------ | ------------ | ------------ | ------------ | ----------- | ----------- | ----------- | ----------- | ------ |
| Goud   | Kim Un-Guk         | Noord-Korea  | A     |         | 145          | 150          | 153          | 153          | 170         | 174         | 174         | 174         | 327    |
| Zilver | Óscar Figueroa     | Colombia     | A     |         | 137          | 140          | 142          | 140          | 177         | 177         | 177         | 177         | 317    |
| Brons  | Eko Yuli Irawan    | Indonesië    | A     |         | 138          | 142          | 145          | 145          | 168         | 168         | 172         | 172         | 317    |
| 4      | Zhang Jie          | China        | A     |         | 140          | 145          | 145          | 140          | 174         | 178         | 178         | 174         | 314    |
| 5      | Hurşit Atak        | Turkije      | A     |         | 130          | 134          | 134          | 130          | 166         | 166         | 172         | 172         | 302    |
| 6      | Umurbek Bazarbayev | Turkmenistan | A     |         | 135          | 135          | 139          | 135          | 162         | 165         | 167         | 167         | 302    |
| 7      | Muhammad Hasbi     | Indonesië    | B     |         | 130          | 135          | 138          | 138          | 163         | 171         | 171         | 163         | 301    |
| 8      | Erol Bilgin        | Turkije      | A     |         | 135          | 139          | 140          | 140          | 165         | 165         | 169         | 165         | 300    |
| 9      | Ahmed Saad         | Egypte       | B     |         | 125          | 130          | 130          | 130          | 158         | 162         | 165         | 162         | 292    |
| 10     | Manuel Minginfel   | Micronesië   | B     |         | 122          | 127          | 130          | 127          | 158         | 158         | 158         | 158         | 285    |
| 11     | Julio Salamanca    | El Salvador  | B     |         | 110          | 115          | 115          | 110          | 150         | 150         | 155         | 150         | 260    |
| 12     | Tuau Lapua Lapua   | Tuvalu       | B     |         | 104          | 108          | 111          | 108          | 126         | 131         | 135         | 135         | 243    |
| 13     | Charles Ssekyaaya  | Oeganda      | B     |         | 100          | 105          | 108          | 105          | 130         | 135         | 140         | 130         | 235    |
| 14     | Stevick Patris     | Palau        | B     |         | 100          | 104          | 108          | 104          | 125         | 130         | 132         | 130         | 234    |
| 15     | Ji Hun-Min         | Zuid-Korea   | A     |         | 135          | 140          | 142          | 135          | 162         | 165         | 165         | —           | DNF    |